# 9세대 비디오 게임기
9세대 비디오 게임기(ninth generation of video game consoles)는 2020년 11월 같은 달 발매된 마이크로소프트의 엑스박스 시리즈 X 및 시리즈 S 제품군과 소니의 플레이스테이션 5으로 시작한 시대의 비디오 게임기들을 가리킨다.
8세대의 엑스박스 원과 플레이스테이션 4와 대조했을 때, 9세대의 게임기들의 특징은 향상된 연산속도 및 그래픽 처리속도와 더불어, 실시간 광선 추적, 4K 해상도 출력(일부 8K 해상도 지원)과 60FPS(프레임 레이트)를 초과한 출력프레임을 지원한 것이 있다. 엑스박스와 플레이스테이션 모두 기기 내에 최초로 솔리드 스테이트 드라이브(SSD)를 탑재해 메모리 고출력을 지원함으로써 게임 내 로딩 시간을 대폭 감소시키고 게임 내 스트리밍 로딩을 가능케 했다. 마이크로소프트와 소니 제품군 모두 각각 저가형 모델인 엑스박스 시리즈 S와 플레이스테이션 5 디지털 에디션을 발매했는데, 이들은 CD 드라이브를 제거하고 온라인 배급과 USB 외부장치에 의존해 게임을 실행하고 저장한다.
9세대 초기 게임기들은 고성능, 고속연산 기기로서 이전 8세대 비디오 게임기 시대의 대표주자 닌텐도 스위치나 구글 스테이디어 혹은 아마존 루나같은 클라우드 게임 서비스와 출시부터 정면으로 경쟁하게 됐다.

## 배경
8세대 비디오 게임기 시대는 2012년 닌텐도의 Wii U로 시작해 9세대에 이르기까지의 기간은 역사에 유례없이 길었다. 전세대들은 대개 무어의 법칙에 따라 5년 간격으로 나뉘었으나, 마이크로소프트와 소니는 세대 중간에 신규기기 대신 '낀세대' 모델 엑스박스 원 X와 플레이스테이션 4 프로를 출시했다.

## 참조